# Liga LGT 2008
La temporada 2008 de la Liga LGT es la sexta edición de la competición de traineras organizada por la Liga Noroeste de Traineras. Compitieron 16 equipos encuadrados en un único grupo. La temporada regular comenzó el 15 de junio en Ares (La Coruña) y terminó el 31 de agosto en San Xurxo (La Coruña). Las dos últimas jornadas coincidieron con el desarrollo de los play-off previo para el ascenso a la Liga ACT.

## Sistema de competición
La Liga LGT estuvo compuesta por un único grupo que disputó un calendario de regatas durante la fase regular. Al finalizar dicho calendario y para decidir los ascensos y descensos entre la Liga ACT y la Liga LGT se disputaron los siguientes play-off:
- Play-off previo de ascenso a Liga ACT: se disputaron dos plazas para competir en el posterior play-off de ascenso a la Liga ACT entre los 2 primeros clasificados y los 2 primeros del Grupo 1 de la Liga ARC.
- Play-off de ascenso a Liga ACT: se compitió por 2 plazas en la Liga ACT entre los 2 últimos clasificados de dicha competición y los 2 primeros de la eliminatoria previo.

## Calendario

### Temporada regular
Las siguientes regatas tuvieron lugar en 2008.
| Orden | Regata                             | Fecha        | Hora  | Localidad            | Provincia  |
| ----- | ---------------------------------- | ------------ | ----- | -------------------- | ---------- |
| 1     | I Bandera Concejo de Ares          | 15 de junio  | 11:30 | Ares                 | La Coruña  |
| 2     | XVIII Bandera Concejo de Oleiros   | 22 de junio  | 11:30 | Santa Cristina       | La Coruña  |
| 3     | III Bandera Concejo de Puebla      | 5 de julio   | 18:00 | Puebla del Caramiñal | La Coruña  |
| 4     | IV Bandera Concejo de Rianjo       | 12 de julio  | 18:00 | Rianjo               | La Coruña  |
| 5     | XXVII Bandera El Corte Inglés      | 13 de julio  | 12:00 | Vigo                 | Pontevedra |
| 6     | XXIV Bandera Concejo de El Grove   | 10 de julio  | 12:00 | El Grove             | Pontevedra |
| 7     | VI Bandera Concejo de Poyo         | 26 de julio  | 18:00 | Poyo                 | Pontevedra |
| 8     | III Bandera Concejo de Muros       | 27 de julio  | 11:30 | Esteiro              | La Coruña  |
| 9     | XIV Bandera Concejo de Villagarcía | 10 de agosto | 12:00 | Villagarcía de Arosa | Pontevedra |
| 10    | XIII Bandera Concejo de Pontevedra | 16 de agosto | 18:00 | Pontevedra           | Pontevedra |
| 11    | XVI Bandera Concejo de Vigo        | 17 de agosto | 12:00 | Vigo                 | Pontevedra |
| 12    | XXI Bandera de Cangas              | 23 de agosto | 18:00 | Cangas de Morrazo    | Pontevedra |
| 13    | XXVI Bandera Concejo de Moaña      | 24 de agosto | 12:00 | Meira                | Pontevedra |
| 14    | XXII Bandera de Redondela          | 30 de agosto | 18:00 | Chapela              | Pontevedra |
| 15    | V Bandera Concejo de Ferrol        | 31 de agosto | 12:00 | Playa de San Xurxo   | La Coruña  |

### Play-off previo de ascenso a Liga ACT
| Orden | Regata          | Fecha        | Hora  | Provincia |
| ----- | --------------- | ------------ | ----- | --------- |
| 1     | Orio            | 30 de agosto | 16:30 | Guipúzcoa |
| 2     | Castro-Urdiales | 31 de agosto | 11:30 | Cantabria |

### Play-off de ascenso a Liga ACT
| Orden | Regata      | Fecha            | Hora  | Provincia |
| ----- | ----------- | ---------------- | ----- | --------- |
| 1     | Bermeo      | 20 de septiembre | 17:00 | Vizcaya   |
| 2     | Portugalete | 21 de septiembre | 12:00 | Vizcaya   |

## Traineras participantes
| Equipo         | Nombre de la Trainera     | Localidad            | Provincia  |
| -------------- | ------------------------- | -------------------- | ---------- |
| Esteirana      | Esteirana                 | Esteiro              | La Coruña  |
| Puebla         | Carmela                   | Puebla del Caramiñal | La Coruña  |
| Amegrove       | Pabliño                   | El Grove             | Pontevedra |
| Mecos          | Mequiña                   | El Grove             | Pontevedra |
| Coruxo         | Fontaíña                  | Vigo                 | Pontevedra |
| Náutico Vigo   | Real Club Náutico de Vigo | Vigo                 | Pontevedra |
| Rianxo         | Concello de Rianxo        | Rianjo               | La Coruña  |
| Vila de Cangas | Balea                     | Cangas de Morrazo    | Pontevedra |
| Bueu           | Maruxia                   | Bueu                 | Pontevedra |
| Vilaxoan       | A Revenida                | Villajuán de Arosa   | Pontevedra |
| Samertolameu   | A Terca                   | Meira                | Pontevedra |
| Chapela        | Arealonga                 | Redondela            | Pontevedra |
| Perillo        | Perillo                   | Perillo              | La Coruña  |
| A Cabana       | Albatros                  | La Cabana            | La Coruña  |
| Ares           | Santa Olalla de Lubre     | Ares                 | La Coruña  |
| San Felipe     | Artabria                  | Ferrol               | La Coruña  |

Los clubes participantes están ordenados geográficamente, de oeste a este.

### Equipos por provincia
| Provincia  | N. | Equipos                                                                               |
| ---------- | -- | ------------------------------------------------------------------------------------- |
| La Coruña  | 8  | A Cabana, Ares, Esteirana, Mecos, Perillo, Puebla, Rianxo, San Felipe                 |
| Pontevedra | 8  | Amegrove, Bueu, Chapela, Coruxo, Náutico Vigo, Samertolameu, Vila de Cangas, Vilaxoan |

### Ascensos y descensos
| Pos. | Ascendido a Liga ACT 2008 |
| ---- | ------------------------- |
| 1.º  | Tiran                     |

| Pos. | Descendido de Liga ACT 2007 |
| ---- | --------------------------- |
| 11.º | Mecos-Mondariz              |

| Pos. | Clubes de Liga LGT 2007 no inscrito |
| ---- | ----------------------------------- |
| 12.º | As Xubias                           |
| 13.º | Castropol                           |

| Pos. | Nueva inscripción |
| ---- | ----------------- |
| -    | Bueu              |
| -    | Rianxo            |
| -    | San Felipe        |
| -    | Vila de Cangas    |
| -    | Vilaxoan          |

     Ascenso después de play-off.

     Descenso después de play-off.

     Descenso administrativo o desaparición.

     Nueva inscripción.

## Clasificación

### Temporada regular
A continuación se recoge la clasificación en cada una de las regatas disputadas.
Los puntos se reparten entre los diéciseis participantes en cada regata.
| Posición | 1.º | 2.º | 3.º | 4.º | 5.º | 6.º | 7.º | 8.º | 9.º | 10.º | 11.º | 12.º | 13.º | 14.º | 15.º | 16.º |
| Puntos   | 16  | 15  | 14  | 13  | 12  | 11  | 10  | 9   | 8   | 7    | 6    | 5    | 4    | 3    | 2    | 1    |

| Pos. | Club           | Trainera                  | 1 ARE | 2 OLE | 3 PUE | 4 RIA | 5 ING | 6 GRO | 7 POY | 8 MUR | 9 VIL | 10 PON | 11 VIG | 12 CAN | 13 MOA | 14 RED | 15 FER | Puntos |
| ---- | -------------- | ------------------------- | ----- | ----- | ----- | ----- | ----- | ----- | ----- | ----- | ----- | ------ | ------ | ------ | ------ | ------ | ------ | ------ |
| 1    | Náutico Vigo   | Real Club Náutico de Vigo | 2     | 2     | 4     | 1     | 5     | 2     | 3     | 2     | 2     | 2      | 1      | 2      | 5      | 2      | 1      | 219    |
| 2    | Chapela        | Arealonga                 | 3     | 3     | 2     | 5     | 7     | 1     | 2     | 4     | 5     | 3      | 2      | 3      | 2      | 1      | 4      | 208    |
| 3    | Samertolameu   | A Terca                   | 1     | 1     | 1     | 2     | 1     | 3     | 1     | 2     | 1     | 1      | 3      | 1      | 2      | DNP    | DNP    | 203    |
| 4    | Perillo        | Perillo                   | 5     | 6     | 7     | 8     | 4     | 7     | 5     | 5     | 4     | 4      | 7      | 5      | 3      | 3      | 3      | 179    |
| 5    | Rianxo         | Concello de Rianxo        | 4     | 5     | 5     | 3     | 12    | 5     | 6     | 7     | 3     | 6      | 4      | 8      | 4      | 4      | 2      | 177    |
| 6    | Mecos          | Mequiña                   | 6     | 4     | 3     | 4     | 3     | 4     | 4     | 3     | 7     | 5      | 8      | 4      | 10     | 8      | 5      | 177    |
| 7    | Ares           | Santa Olalla de Lubre     | 8     | 9     | 8     | 10    | 8     | 6     | 13    | 8     | 8     | 7      | 6      | 10     | 6      | 7      | 7      | 138    |
| 8    | Esteirana      | Esteirana                 | 10    | 7     | 6     | 6     | 13    | 9     | 7     | 6     | 9     | 8      | 5      | 6      | 11     | 10     | 10     | 132    |
| 9    | Puebla         | Carmela                   | 7     | 10    | 10    | 7     | 11    | 8     | 11    | 9     | 6     | 10     | 10     | 7      | 8      | 11     | 9      | 121    |
| 10   | Amegrove       | Pabliño                   | 11    | 12    | 14    | 12    | 2     | 14    | 14    | 11    | 11    | 11     | 9      | 9      | 7      | 5      | 6      | 107    |
| 11   | A Cabana       | Albatros                  | 9     | 11    | 9     | 9     | 9     | 11    | 8     | 12    | 12    | 9      | 12     | 12     | 12     | 9      | 13     | 98     |
| 12   | Bueu           | Maruxia                   | 12    | 13    | 12    | 13    | 6     | 12    | 13    | 13    | 10    | 12     | 11     | 14     | 9      | 6      | 8      | 91     |
| 13   | Coruxo         | Fontaíña                  | 13    | 8     | 11    | 11    | 10    | 10    | 10    | 10    | 13    | 13     | 13     | 11     | 13     | 12     | 11     | 86     |
| 14   | Vilaxoan       | A Revenida                | 14    | 14    | 13    | 14    | 14    | 13    | 12    | 14    | 14    | 14     | 15     | 13     | 14     | 13     | 12     | 52     |
| 15   | San Felipe     | Artabria                  | 16    | 16    | 16    | 16    | 15    | 15    | 15    | 15    | 15    | 15     | 14     | 15     | 15     | 14     | 14     | 29     |
| 16   | Vila de Cangas | Balea                     | 15    | 15    | 15    | 15    | 16    | DNP   | 16    | DNP   | DNP   | DNP    | DNP    | DNP    | DNP    | DNP    | DNP    | 10     |

| Color     | Resultado                        |
| --------- | -------------------------------- |
| Oro       | Ganador                          |
| Plata     | Segundo                          |
| Bronce    | Tercero                          |
| Verde     | Puntuó                           |
| Sin color | DNP - Inscrito pero no participó |

La trainera de Samertolameu no regateó las dos últimos pruebas al coincidir las fechas con el play-off previo de ascenso a la Liga ACT 2009.

### Play-off previo de ascenso a Liga ACT
Los puntos se reparten entre los tres participantes en cada regata.
| Posición | 1.º | 2.º | 3.º |
| Puntos   | 3   | 2   | 1   |

| Pos. | Club         | Trainera    | 1 ORI | 2 CAS | Puntos |
| ---- | ------------ | ----------- | ----- | ----- | ------ |
| 1    | Kaiku        | Bizkaitarra | 1     | 2     | 5      |
| 2    | Samertolameu | A Terca     | 2     | 1     | 5      |
| 3    | Isuntza      | Lekittarra  | 3     | 3     | 2      |

### Play-off de ascenso a Liga ACT
Los puntos se reparten entre los cuatro participantes en cada regata.
| Posición | 1.º | 2.º | 3.º | 4.º |
| Puntos   | 4   | 3   | 2   | 1   |

| Pos. | Club         | Trainera     | 1 BER | 2 POR | Puntos |
| ---- | ------------ | ------------ | ----- | ----- | ------ |
| 1    | Kaiku        | Bizkaitarra  | 1     | 1     | 8      |
| 2    | Samertolameu | A Terca      | 2     | 2     | 6      |
| 3    | Arkote       | Plentzitarra | 3     | 3     | 4      |
| 4    | Laredo       | La Pejinuca  | 4     | 4     | 2      |

Debido a la renuncia de Cabo de Cruz, el equipo de Arkote mantuvo la categoría.